# Horst Grossmann
Horst Grossmann född 19 november 1891 i Allenstein, Ostpreussen, död 4 maj 1972 i Rüsselsheim, Hessen, var en tysk militär.
Grossmann befordrades till generalmajor i december 1941 och till general i infanteriet i november 1944. 
Grossmann var chef för instruktionskurs B vid krigsskolan i Potsdam mars 1938 – september 1939, befälhavare för 84. infanteriregementet oktober 1939 – december 1941, befälhavare (tf) för 102. infanteridivisionen december 1941 – januari 1942, befälhavare för 6. infanteridivisionen januari 1942 – december 1943, befäl vid LV. armékåren januari 1944 – maj 1944, deltagare i kurs för armékårchefer juni – juli 1944, befälhavare för VI. armékåren augusti 1944 – maj 1945.
Han erhöll Riddarkorset av järnkorset med eklöv i september 1943. Grossmann var i brittisk krigsfångenskap maj 1945 – juli 1947.